# Jean-Philippe Douin
Pour les articles homonymes, voir Douin.
Jean-Philippe Douin, né le 8 avril 1940 à Saint-Florentin (Indre) et mort le 19 janvier 2016 à Clamart (Hauts-de-Seine), est un militaire de carrière français.
Général d'armée aérienne, il est major général des armées du 1er octobre 1992 au 30 juin 1994, chef d'état-major de l'armée de l'air du 1er juillet 1994 au 8 septembre 1995, chef d'état-major des armées du 9 septembre 1995 au 8 avril 1998 puis grand chancelier de la Légion d'honneur du 4 juin 1998 au 3 juin 2004.

## Biographie

### Origine et formation
Jean-Philippe Douin est le petit-fils de Georges, officier de la Marine nationale, le fils de Louis, officier de l'Armée de terre, et le neveu d'un compagnon de la Libération membre des Forces navales françaises libres,. Il fait ses études secondaires au lycée franco-égyptien du Caire, à la Villa Saint-Jean de Fribourg et enfin au lycée Buffon de Paris. 
Il est ensuite élève de l'École de l'air de 1961 à 1964. Il est nommé sous-lieutenant le 1er septembre 1962 puis lieutenant le 1er octobre 1964. Il est ensuite stagiaire à l'École de chasse (1963-1964), à la 8e escadre de Cazaux et enfin à la 7e de Nancy.

### Carrière militaire
Il est d'abord affecté à l'escadron de chasse 2/4 La Fayette de Luxeuil sur F-84F en 1965. L'année suivante, il rejoint l'escadron de chasse 1/2 Cigognes à Dijon sur Mirage IIIC.
Il est promu capitaine le 1er janvier 1968. En 1970, il est nommé commandant de l'escadrille SPA 103. Au cours de cette affectation, il est décoré de la médaille de l'Aéronautique « en témoignage des recherches personnelles qu'il poursuivait et qui devaient aboutir, en 1980, à la mise au point du système d'armes Mirage 2000 »,. Il est ensuite affecté à la base aérienne 118 Mont-de-Marsan en 1972, avant de prendre le commandement du régiment de chasse 2/30 Normandie-Niémen en 1974, sur la base aérienne 112 Reims-Champagne.
Il est promu commandant le 1er août 1974 et devient pilote d'essai sur le Mirage F1C,. Il est ensuite chargé de recréer l'escadron d'instruction en vol 3/5 Comtat Venaissin sur la base aérienne d'Orange en 1976. Il est promu lieutenant-colonel le 1er août 1978.
Il effectue ensuite un stage d'un an à l'École supérieure de guerre aérienne de 1981 à 1982, avant de rejoindre l'état-major de la force aérienne tactique et de la première région aérienne de Metz comme sous-chef d'état-major Plans. Il est promu colonel le 1er décembre 1982. En 1985, il devient commandant de la base aérienne 102 Dijon-Longvic. Au cours de sa carrière, il totalise six mille heures de vol. De 1987 à 1988, il est auditeur du Centre des hautes études militaires et de la 40e session de l’Institut des hautes études de Défense nationale.
Il est promu général de brigade aérienne le 1er février 1988 et prend le commandant du Centre d'opérations de l'Armée de l'air le 1er juillet suivant,. Il est ensuite successivement sous-chef d'état-major Opérations de l'état-major de l'Armée de l'air (1er janvier 1989) et de l'état-major des armées (1er mai 1991), au cours d'une période où la France est engagée dans la Guerre du Golfe. Il est promu général de division aérienne le 1er février 1991 et général de corps aérien le 1er août 1992. Il est ensuite nommé major général des armées le 1er octobre 1992, ; à ce poste, il conduit une réforme des organismes interarmées (Collège interarmées de Défense, Direction du Renseignement militaire, Commandement des opérations spéciales).

### Chef d'état-major de l'Armée de l'air puis chef d'état-major des armées
Il est nommé chef d'état-major de l'Armée de l'air et élevé aux rang et appellation de général d'armée aérienne le 1er juillet 1994. Un an plus tard, il est pressenti pour succéder à l'amiral Jacques Lanxade au poste de chef d'état-major des armées, dans un contexte de tension entre ce dernier et le chef de l'état-major particulier du président de la République, le général d'armée Christian Quesnot. Sa nomination est confirmée par le Journal officiel du 8 août 1995 et prend effet à compter du 9 septembre suivant,. 
Son commandement est notamment marqué par l'engagement des armées françaises dans la guerre d’ex-Yougoslavie,,. Sur le plan institutionnel, il met en œuvre la professionnalisation des armées à la suite de la décision du président Jacques Chirac de suspendre de la service militaire et réorganise la dissuasion nucléaire française, en démantelant notamment les dix-huit silos à missile situés sur la base aérienne 200 Apt-Saint-Christol du plateau d'Albion,.
Il fait ses adieux aux armes le 7 avril 1998 au cours d'une cérémonie au sein de la force de stabilisation de l'OTAN à Mostar en Bosnie-Herzégovine. Son successeur au poste de chef d'état-major des armées, le général d'armée Jean-Pierre Kelche, prend ses fonctions le 9 avril 1998. Le général Douin est le sixième chef d'état-major des armées issu de l'Armée de l'air.

### Grand chancelier de la Légion d'honneur

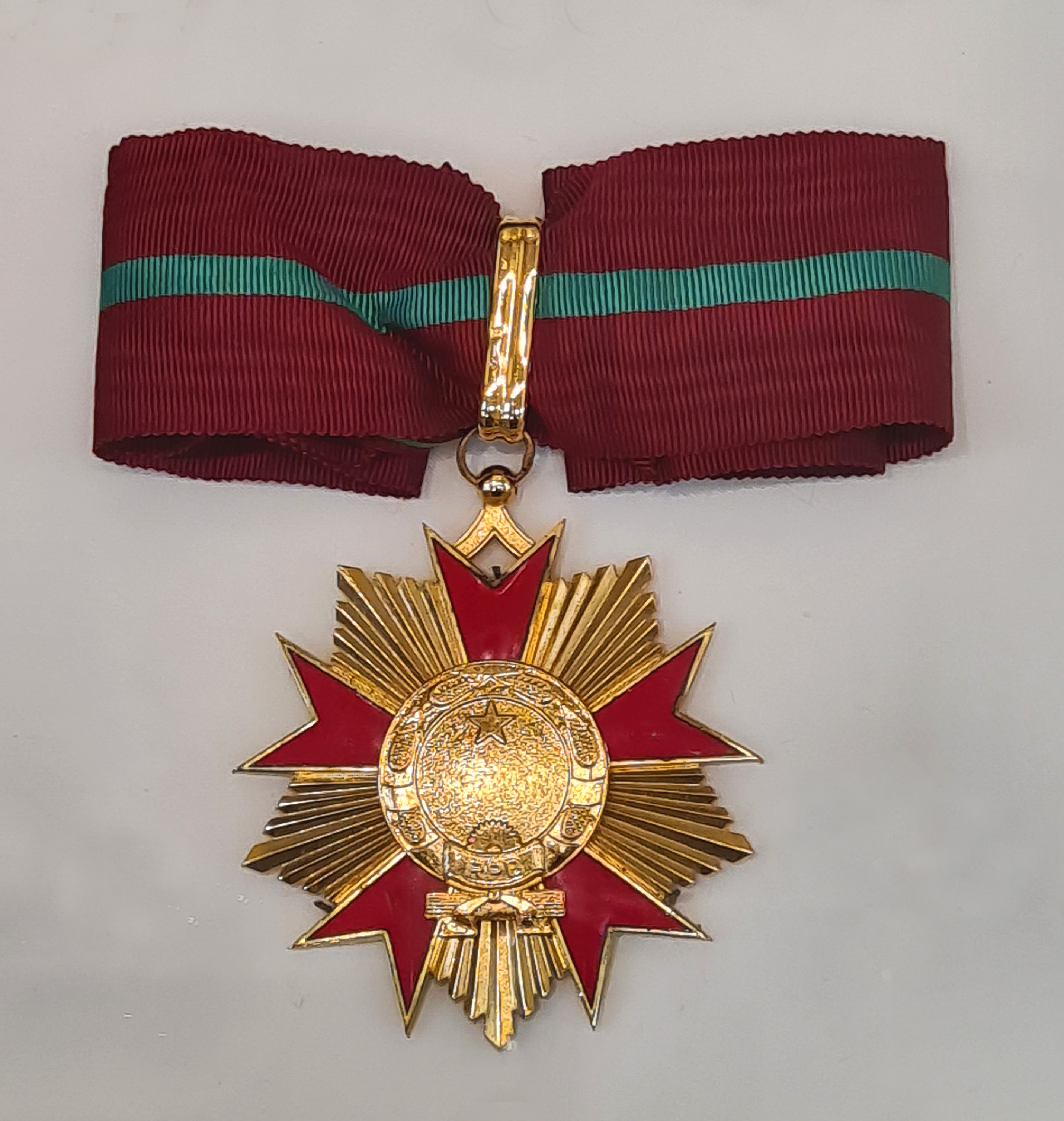
Insigne de Commandeur de l'ordre national du Bénin du général Douin (don au Musée de la Légion d'honneur en 2017).

Il est nommé grand chancelier de la Légion d'honneur, chancelier de l'ordre national du Mérite le 4 juin 1998 . Il est le premier aviateur auquel ces responsabilités sont confiées.
Sous son mandat sont célébrés le bicentenaire de l’ordre de la Légion d’honneur, le 40e anniversaire de l’ordre national du Mérite, le 150e anniversaire de la Médaille militaire et enfin le bicentenaire des maisons d'éducation de la Légion d'honneur. Il impulse également les travaux de restauration du musée de la Légion d’honneur et des ordres de chevalerie.
Le général d'armée Jean-Pierre Kelche lui succède le 4 juin 2004.

### Retraite, mort et hommage
Retraité, il s'installe à Mur-de-Sologne en Loir-et-Cher. Il y participe aux cérémonies de commémoration, préside des cérémonies de remise de médailles et rend visite aux militaires de la maison médicale de Romorantin.
Il meurt le 19 janvier 2016 à l'hôpital des Armées Percy à Clamart. Dans un communiqué, le président de la République François Hollande rend hommage à « un grand soldat et un homme d'honneur qui a dédié toute sa vie au service de la France ».
Ses obsèques ont lieu le 28 janvier suivant au cours d'une cérémonie militaire dans la cour d'honneur de l'Hôtel des Invalides, suivie d'une messe dans la cathédrale Saint-Louis-des-Invalides. Le général d'armée Pierre de Villiers, chef d'état-major des armées, préside la cérémonie, à laquelle assistent également le général d'armée aérienne André Lanata, chef d'état-major de l'Armée de l'air, et le général d'armée Jean-Louis Georgelin, grand chancelier de la Légion d'honneur. Ce dernier prononce son éloge funèbre et évoque un « exemple de probité et d’exigence, de générosité et de profondeur spirituelle » et déclare que, « pour tous ceux qui l’ont côtoyé dans nos armées, qui l’ont eu sous leurs ordres ou ont servi sous ses ordres, qui ont été les témoins de sa carrière remarquable et exemplaire de grand pilote de chasse, d’officier général et de grand chancelier de la Légion d’honneur, il demeurera une source d’inspiration : le service de la France fut son obsession ». Il est inhumé au cimetière de Mur-de-Sologne. 

## Grades militaires
- 1er septembre 1962 : sous-lieutenant[4].
- 1er octobre 1964 : lieutenant[4].
- 1er janvier 1968 : capitaine[4].
- 1er août 1974 : commandant[4].
- 1er août 1978 : lieutenant-colonel[4].
- 1er décembre 1982 : colonel[4].
- 1er février 1988 : général de brigade aérienne[4].
- 1er février 1991 : général de division aérienne[14].
- 1er août 1992 : général de corps aérien[15].
- 1er juillet 1994 : général d'armée aérienne[17].

## Décorations
|  |  |  |
|  |  |  |
|  |  |  |
|  |  |  |
|  |  |  |
|  |  |  |
|  |  |  |
|  |  |  |